# Agriphila anceps
Agriphila anceps là một loài bướm đêm trong họ Crambidae.